# 曹全
曹 全（そう ぜん、生没年不詳）は、中国の後漢末の政治家。字は景完。涼州敦煌郡效穀県の人。曹参の子孫とされ、祖父は曹鳳、父は曹琫。

## 経歴
『三国志』などの歴史書に記述はないが、『漢郃陽令曹全紀功碑』に詳しい来歴が記されている。
幼い頃から学問を好み、書物を究め多くの文章に通じた。また孝心が根付いており、祖父の末妹を扶養し継母に仕えて、行いは礼に適った。郷里では「親を重んじ歓びをいたす曹景全」と讃え、先祖代々の徳を貶すことはなかった。政治に携わると清廉さは伯夷、叔斉、正直さは史魚を手本とし、郡の上計掾史を経て、涼州刺史の治中別駕を務めた。曹全の綱紀を粛正する態度は遠近で畏怖された。
建寧二年（169年）に孝廉に挙げられ、郎中となり、西域戊部司馬に任じられた。前年の168年に疏勒王・臣磐が叔父の和得に暗殺され、王位が簒奪される事件があったことから、170年の討伐軍に従軍した。遠征では曹全も多くの活躍があり、降伏した和得を斬って軍は凱旋した。
一方、後漢書の記述では、涼州刺史の孟佗は従事の任渉に敦煌兵を500人率いさせ、戊巳司馬・曹寬と西域長史・張晏に焉耆、亀茲、車師前後部の部隊など合わせて三万ほどで疏勒を討伐させたが、結局は撤退し、疏勒国では混乱が続き漢朝は制御できなかった、とある。
その後、右扶風の槐里県令に遷ったが、同母弟の死で官を去り、また党錮の禁に重なって7年を隠棲した。光和六年（183年）に再び孝廉に挙げられ、郎中から酒泉郡の祿福県令に遷ったが、黄巾の乱（184年）で各地が混乱に陥り三輔が乱れると、皆から左馮翊の郃陽県令に推された。曹全は敗残兵を集めて、賊の残党を掃討しその原因を根絶した。また古老の商量や有徳の王敞、王畢から救民の要点を尋ね、老年を労り、鰥寡を慈しんだ。こうした政策により多くの人々が故郷に戻り、徐々に復興していった。
郃陽県では150年の水害被害から、旧姓や学問の士らの官位が上がらないでいたが、曹全の計らいで学者の李儒、欒規、程寅らが官爵を得ることができた。また官舎や役所の拡張工事、および謁見などの費用などは民から供出させず、労役も農繁期を避けた。こうした功績から185年に門下掾・王敞、録事掾・王畢、主薄・王歴、戸曹掾・秦尚、功曹史・王顓らの連名で顕彰碑が建立された。この曹全碑は明代に発掘されて以降、ほぼ完璧な形で現存している。